# Yana Shcherban
Yana Valerievna Shcherban  (em russo:Яна Валерьевна Щербань; Frunze, 6 de setembro de 1989) é uma voleibolista russa. Joga na posição de ponteira-passadora e atualmente defende as cores do clube moscovita Dínamo Moscou.

## Clubes
| Clube             | De        | A         |
| ----------------- | --------- | --------- |
| Proton Balakovo   | 2005-2006 | 2006-2007 |
| Universitet Vizit | 2007-2008 | 2007-2008 |
| AES Balakovo      | 2008-2009 | 2008-2009 |
| Proton Balakovo   | 2009-2010 | 2011-2012 |
| Dinamo Krasnodar  | 2012-2013 | nov 2014  |
| Dinamo Moscou     | 2014-2015 | …         |

## Conquistas

### Seleção
- 2009  - Grand Prix
- 2011  - Universíada de Shenzen
- 2014  - Montreux Volley Masters
- 2014  - Grand Prix
- 2015  - Grand Prix
- 2015  - Campeonato Europeu

### Clubes
- 2012/2013  - Challenge Cup
- 2012/2013  - Copa da Rússia
- 2013/2014  - Copa da Rússia
- 2014/2015  - Campeonato Russo
- 2015/2016  Campeonato Russo
- 2016/2017  Campeonato Russo